# مسييه 40

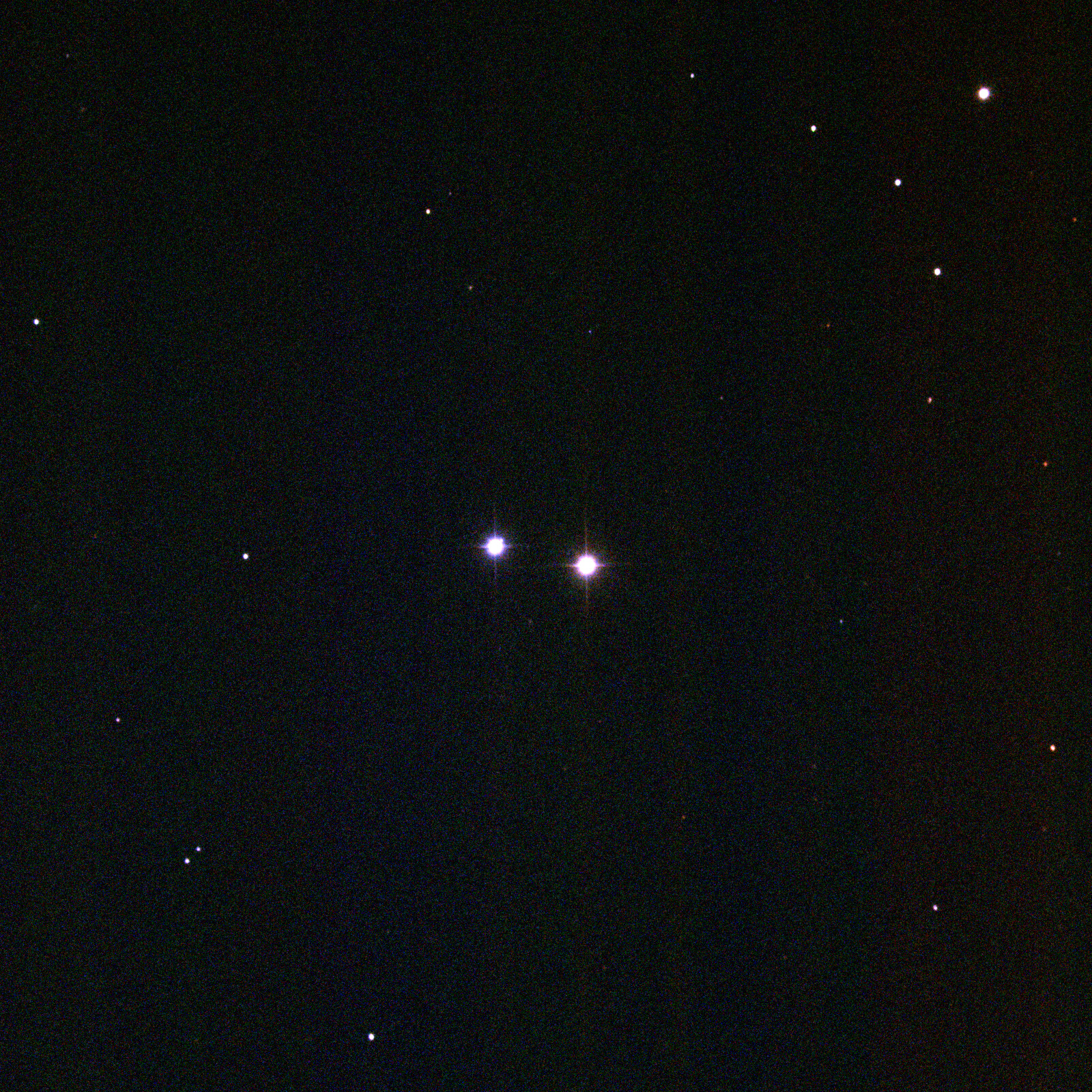
Winnecke 4

فينيكه 40أو مسييه 40 (بالإنجليزية: Winnecke 4 أو Messier 40 أو WNC 4) هو زوج نجمي يوجد في كوكبة الدب الأكبر. اكتشفهما شارل مسييه عام 1764 ووضعهما في فهرسه للسدم. ثم اكتشفهما فريدريش فينيكه الألماني عام 1863 ووضعهما في فهرسة WNC 4.
يبلغ سطوع أحد النجمين +9.7 قدر ظاهري والآخر 10.1 قدر ظاهري، ويبدو أن موقع النجم الضعيف السطوع يميل بزاوية 83 درجة بالنسبة لزميله.
في القياس عام 1991 ازدادت المسافة بين النجمين بـ51 ثانية قوسية عنها أيام قياسات مسييه، ثم بينت قياسات أجراها بريان سكيف عام 2001 وريتشارد نوجيت عام 2002 أن النجمين ليسا مرتبطين ببعضهما البعض وإنما فقط يظهران متجاورين.

## وصلات خارجية
- موقع الكون
- Messier 40, SEDS Messier pages
- Messier 40 CCD LRGB image with 2 hrs total exposure